# Xã Garner, Quận Union, Arkansas
Xã Garner (tiếng Anh: Garner Township) là một xã thuộc quận Union, tiểu bang Arkansas, Hoa Kỳ. Năm 2010, dân số của xã này là 348 người.